# 蟻通勘吾
蟻通 勘吾（ありどおし かんご、天保10年（1839年）- 明治2年5月11日（1869年6月20日））は、新選組隊士。

## 生涯
讃岐国高松出身。愛刀は播磨住昭重。
文久3年（1863年）6月頃、新選組に入隊。元治元年（1864年）6月5日の池田屋事件の際には井上源三郎の六番隊に所属し、報奨金17両を受け取っている。また、慶応2年（1866年）9月12日に起きた三条制札事件の際には三番組に属し報償として金千疋を受け取り、慶応3年（1867年）12月7日の天満屋事件の際には原田左之助隊に属し斎藤一、大石鍬次郎らと共に紀州藩公用人三浦休太郎らの護衛にあたった。慶応3年（1867年）の幕臣御取立ての儀に際して平士として見廻組並御雇の格を受ける。
戊辰戦争では会津戦争が緒戦、慶応4年閏（1868年）5月1日、白河口の戦いにおいて重傷を負うも、土方歳三に従い蝦夷へ渡航。明治2年（1869年）、箱館戦争中の5月11日、箱館山の上で戦死した。享年31。遺体は函館の大円寺に埋葬されたとされる。
新選組創設期から隊に所属した古参隊士でありながら、終始平隊士の地位であった。